# Müllersches Volksbad

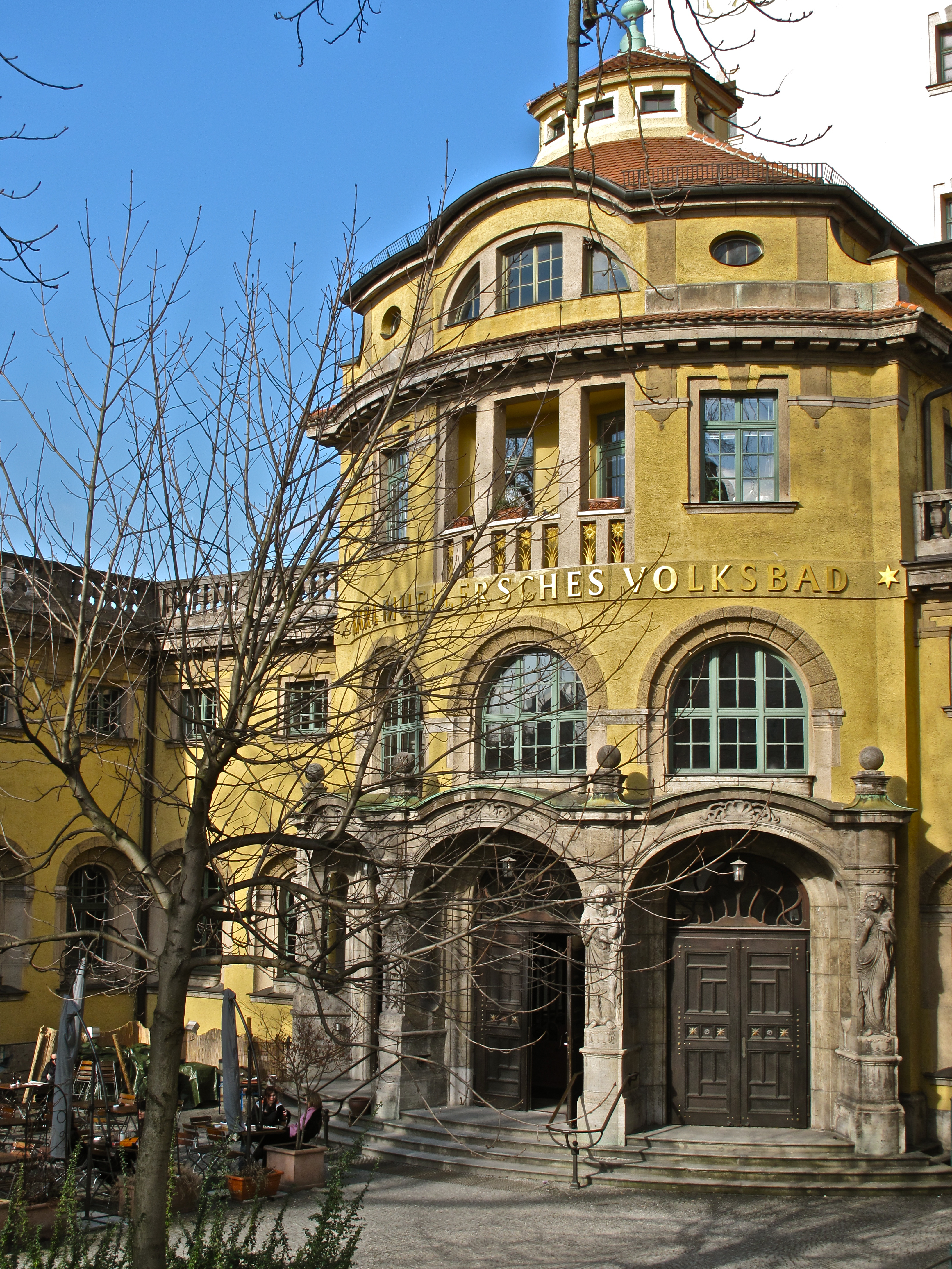
Entrée du Müllerschen Volksbad

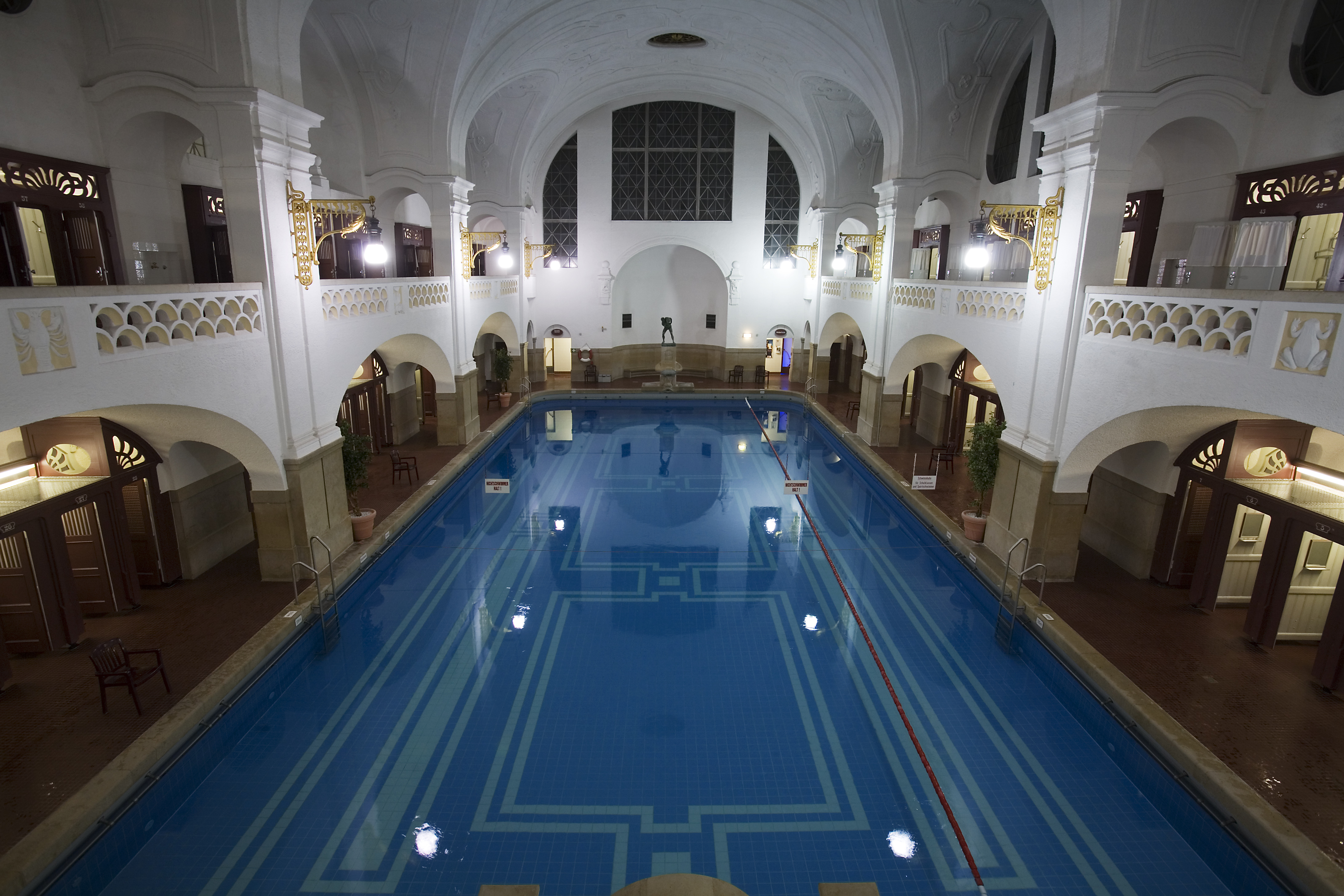
Le grand bassin de la Volksbad

La Müllersches Volksbad est une piscine intérieure et un espace sauna à Munich, gérés par Stadtwerke München. Lorsqu'il fut achevé en 1901, le bâtiment de style Art nouveau néo-baroque était la piscine la plus grande et la plus chère du monde et la première piscine publique couverte de Munich. Le bâtiment a été construit grâce à une donation de l'ingénieur munichois Karl Müller à la ville de Munich, combiné à la condition de construire un bain pour les « pauvres ». Son architecture et son aménagement intérieur en font l'un des plus beaux bains publics d'Europe.

## Description
Le Volksbad est situé au début de la Rosenheimer Straße dans le quartier de l'Au entre l'Isar et l'Auer Mühlbach, à proximité immédiate du Deutsches Museum et du pont Ludwig. Le bâtiment possède une tour dans laquelle de l'eau de réserve est conservée, qui maintient également la pression de l'eau constante, et comporte deux bassins. Le plus grand (31 × 12 m) était à l'origine le « Herrenbecken » et le plus petit (environ 18 × 11 m) servait jusqu’en 1989 exclusivement comme piscine pour dames. Le grand bassin est couronné par une impressionnante voûte en berceau. Les cabines en bois situées autour des piscines sont inhabituelles pour les piscines d'aujourd'hui et offrent un accès direct à celles-ci. Depuis sa construction, le bain contient un bain de vapeur romano-irlandais. Jusqu'en 1978, il y avait 86 bains et 22 douches de disponibles. 
L'architecte Carl Hocheder s'est inspiré de plusieurs modèles: des thermes romains ainsi que des bâtiments sacrés baroques, des hammams et des mosquées, tous reliés par des éléments contemporains de style Art nouveau. La façade est structurée par des fenêtres et des corniches. À l'intérieur, de larges éléments décoratifs de style baroque descendent dans les piscines, des peintures murales avec des motifs marins, du stuc, une statue en bronze dans le bassin principal, des balustrades en fer et des balustrades en bois, ainsi que des horloges richement conçues. Après une période de construction de quatre ans, l’ouverture officielle a eu lieu le 1er mai 1901. L'ingénieur Karl von Müller, élevé au rang de pair par le prince régent, était présent. La rénovation la plus importante à ce jour a eu lieu entre 1972 et 1999 et a touché toutes les parties du bain.

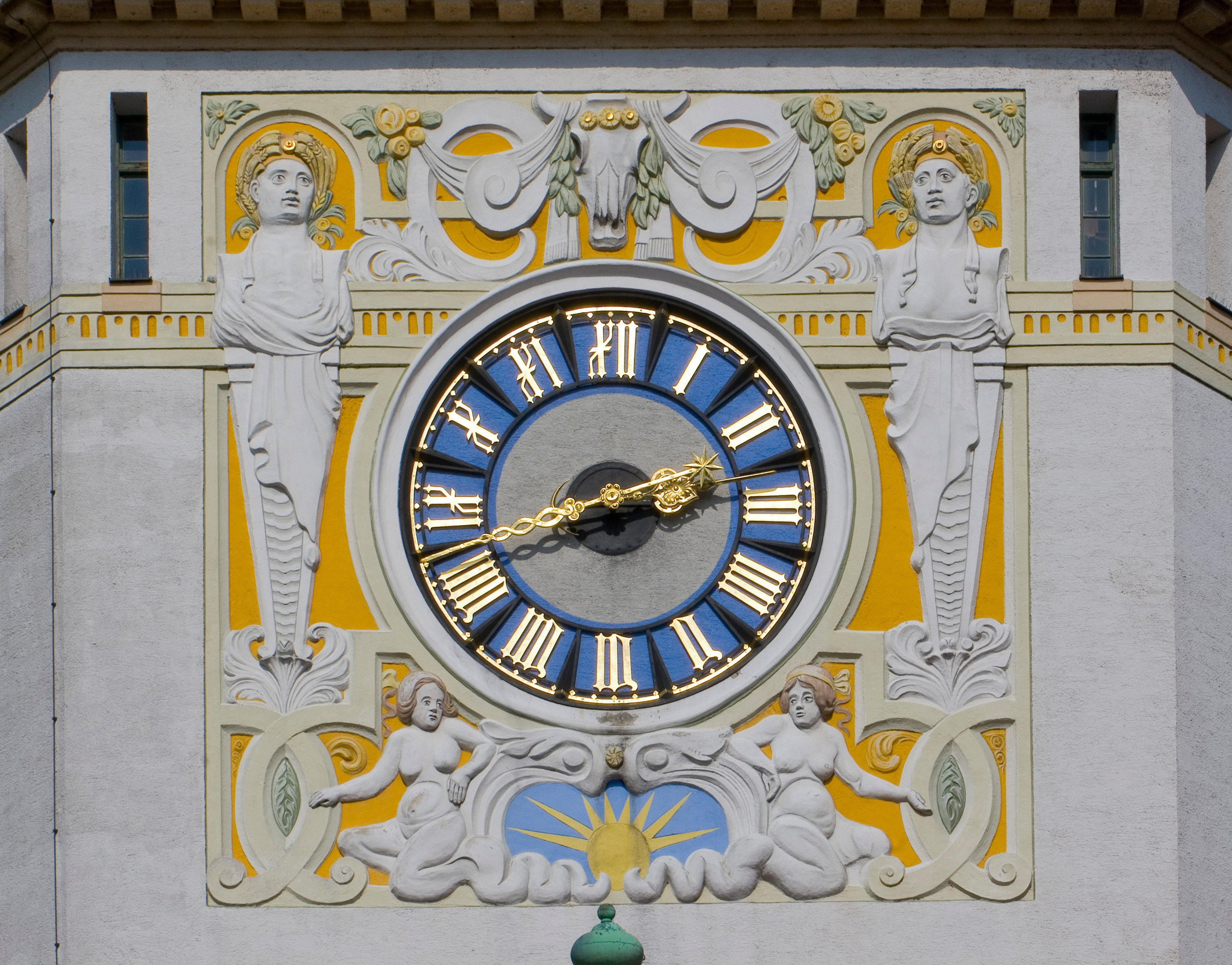
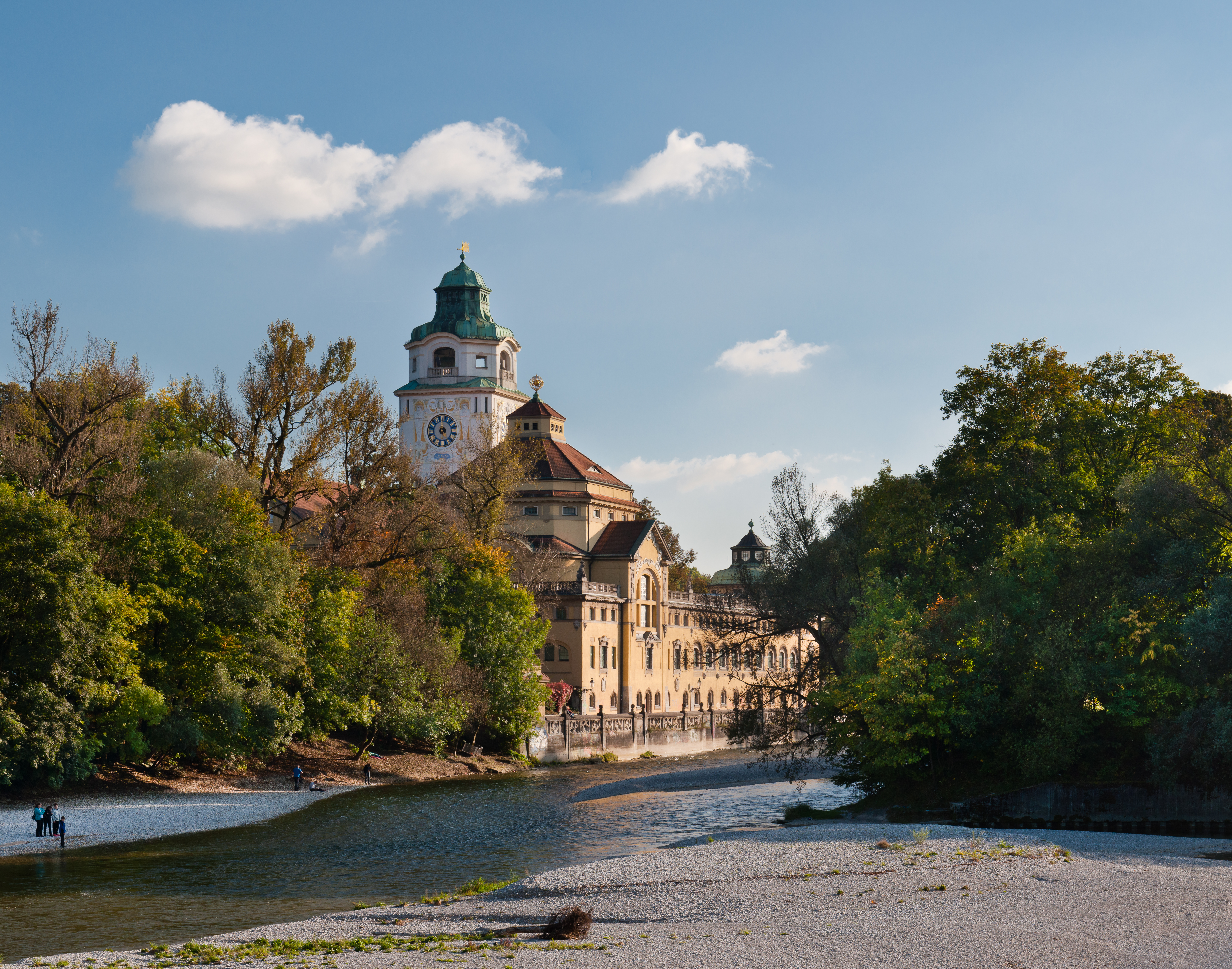
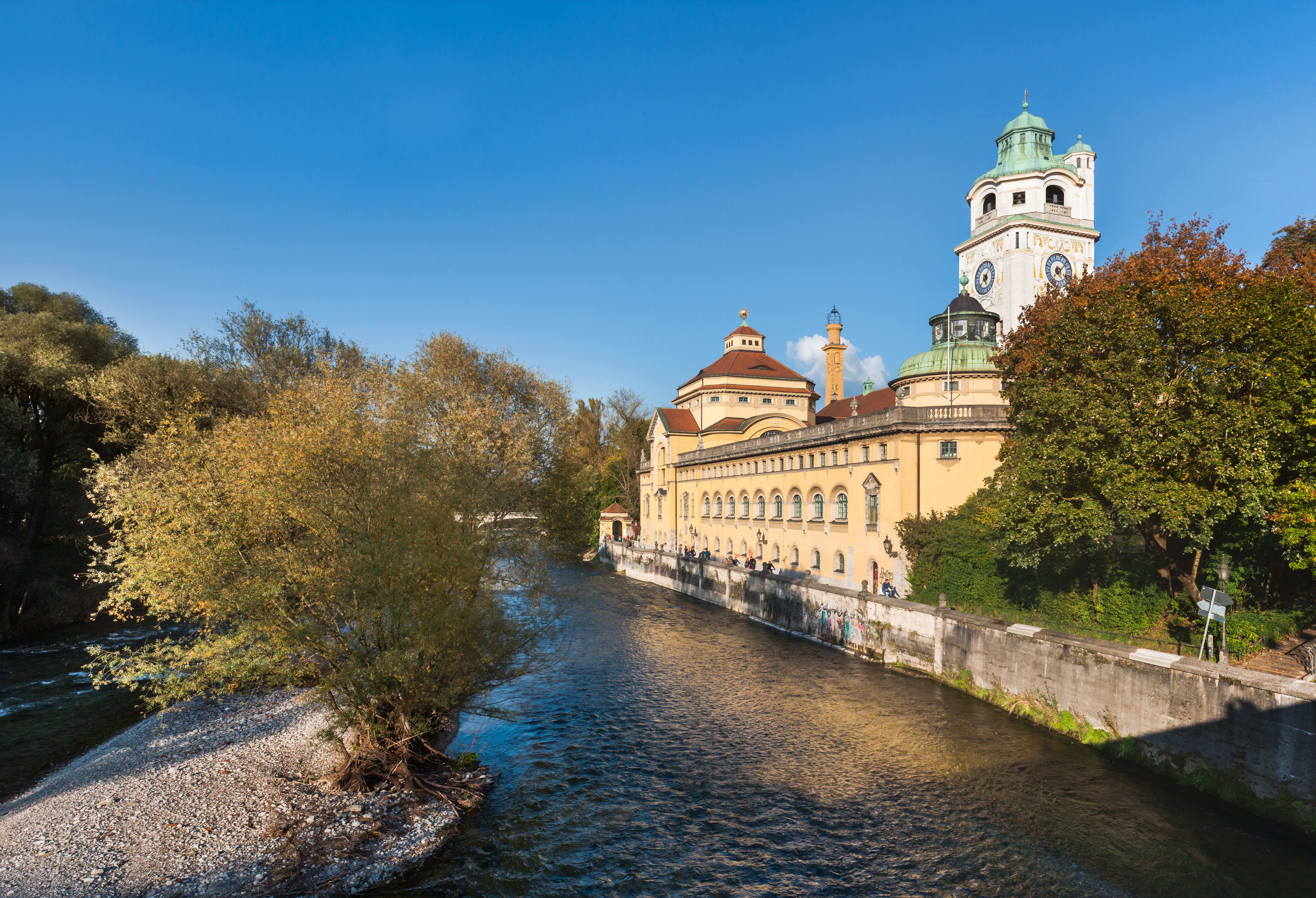
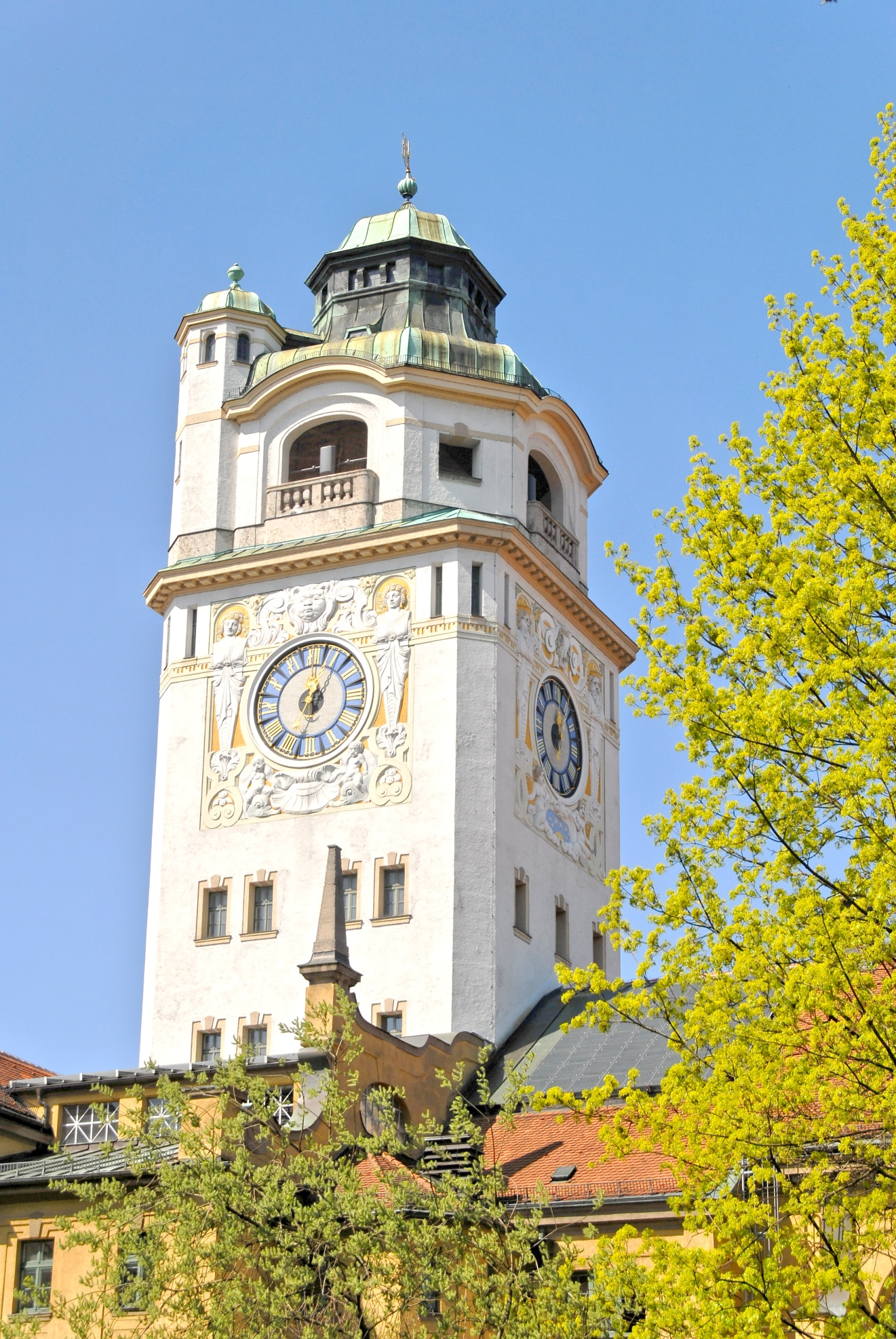
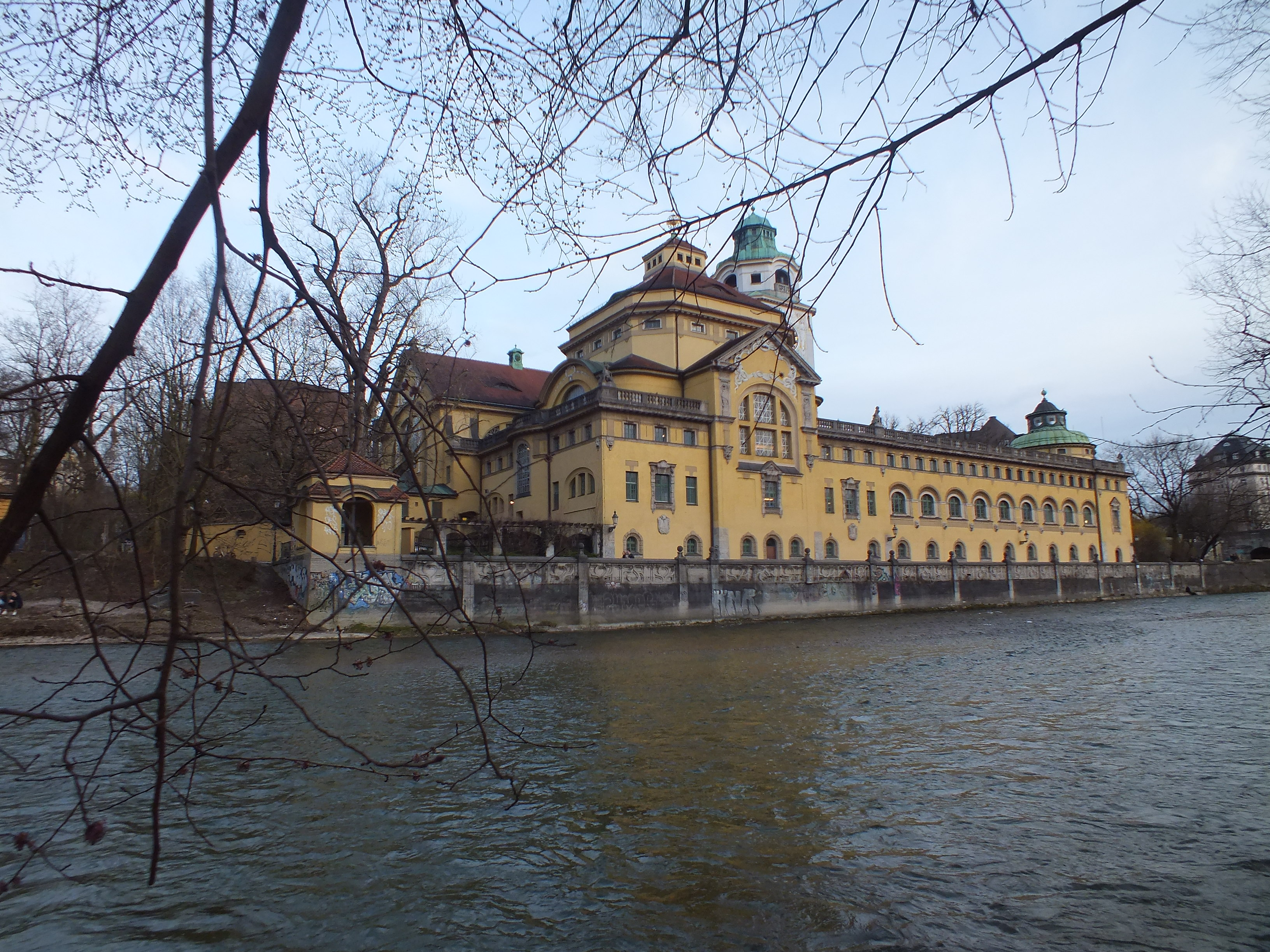

## Tournages
- Les séquences principales du long métrage Deep End (1971) et du film Suspiria (1977) ont été tournées dans le Müllersches Volksbad.

## Littérature
- Günter Standl, Rupert Bachmann: Müllersches Volksbad. Édition Rosenheimer, 2001,  (ISBN 3-475-53164-X) .
- Barbara Hartmann: La Volksbad de Müller à Munich. Tuduv Publishing Company, 1987,  (ISBN 3-88073-235-3) .
- Peter Klimesch: Isarlust. Découvertes à Munich. MünchenVerlag, Munich 2011,  (ISBN 978-3-937090-47-4) .
- Karl Hocheder: La Volksbad de Müller à Munich. Dans: journal allemand de la construction. XXXVI. Vintage, n ° 70, 30. Août 1902, p. 445-447. (Numérisé) ; N ° 71, 3. Septembre 1902, page 453; N ° 72, 6. Septembre 1902, page 458. (Numérisé) sur opus4.kobv.de
- B. Kurtz: Muellersche Volksbad dans le miroir du siècle. Impression Dersch, 2001.
- R. Schachner, G. Wimmer: établissements de bains publics de Munich . Pareus, Munich 1908.
- (Anonyme): Architecture urbaine de Munich des dernières décennies - II. Bâtiments de santé publique - La Karl Müller's Volksbad. Callway, Munich 1912.

## Liens Web
- Infopage Volksbad Stadtwerke München